# Манадо
Мана́до — місто в Індонезії, у північній частині острова Сулавесі, адміністративний центр провінції Північне Сулавесі. Населення 417 548 осіб (2005).

## Географія
На південь від Манадо знаходяться вулкани Локон та Мінхасу.
На північ у морі розташований перший морський національний парк Індонезії Бунакен, у якому зустрічаються понад 390 видів коралів.

### Клімат
Місто знаходиться у зоні, котра характеризується вологим тропічним кліматом. Найтепліший місяць — травень із середньою температурою 27.2 °C (81 °F). Найхолодніший місяць — січень, із середньою температурою 26.1 °С (79 °F).
| Клімат Манадо           | Клімат Манадо | Клімат Манадо | Клімат Манадо | Клімат Манадо | Клімат Манадо | Клімат Манадо | Клімат Манадо | Клімат Манадо | Клімат Манадо | Клімат Манадо | Клімат Манадо | Клімат Манадо | Клімат Манадо |
| Показник                | Січ.          | Лют.          | Бер.          | Квіт.         | Трав.         | Черв.         | Лип.          | Серп.         | Вер.          | Жовт.         | Лист.         | Груд.         | Рік           |
| Абсолютний максимум, °C | 32            | 32            | 37            | 37            | 37            | 37            | 36            | 35            | 36            | 38            | 37            | 40            | 40            |
| Середній максимум, °C   | 28            | 28            | 28            | 29            | 30            | 30            | 30            | 30            | 30            | 30            | 29            | 28            | 29            |
| Середня температура, °C | 26            | 26            | 26            | 26            | 27            | 27            | 26            | 27            | 27            | 27            | 26            | 26            | 26            |
| Середній мінімум, °C    | 23            | 23            | 23            | 23            | 23            | 23            | 23            | 23            | 23            | 23            | 23            | 23            | 23            |
| Абсолютний мінімум, °C  | 20            | 20            | 19            | 20            | 17            | 15            | 17            | 17            | 17            | 17            | 15            | 21            | 15            |
| Норма опадів, мм        | 420           | 360           | 300           | 220           | 190           | 180           | 140           | 110           | 110           | 140           | 240           | 350           | 2840          |
| Днів з опадами          | 21            | 18            | 18            | 14            | 14            | 15            | 11            | 8             | 8             | 12            | 17            | 19            | 175           |
| Вологість повітря, %    | 90            | 90            | 85            | 85            | 85            | 85            | 80            | 75            | 75            | 80            | 85            | 90            | 83.8          |
| ----------------------- | ------------- | ------------- | ------------- | ------------- | ------------- | ------------- | ------------- | ------------- | ------------- | ------------- | ------------- | ------------- | ------------- |
| Джерело: Weatherbase    |               |               |               |               |               |               |               |               |               |               |               |               |               |

## Економіка
Порт, торговий центр сільськогосподарського і лісопромислового району. Харчова промисловість. Суднобудування і судоремонт. Університет.